# Église apostolique arménienne Saint-Paul-et-Saint-Pierre
L'Église apostolique arménienne Saint-Paul-et-Saint-Pierre (Sourp-Boghos-Bedros) est un établissement religieux appartenant à l'Église apostolique arménienne datant du début du XXe siècle et situé à Alfortville.

## Histoire
La construction de l'Église démarre le 10 juillet 1929. Son architecte est Armen Hagopian. Le sol est inauguré le 10 juillet 1929 et l'onction s'achève le 23 février 1930 par le Mgr Vramchabouh Kibarian,. Sa construction est financée par un riche Arménien résidant à Paris.
L'édification de cette église renforce l'identité arménienne d'Alfortville dont la communauté représente 10% de la population de la ville.
En 2008, une stèle présentant l'alphabet arménien est érigée devant l'église. L'association Paroisse de l’Église apostolique Arménienne d’Alfortville et des environs est créée en février 2009.

## Architecture
L'Église, inspirée des églises arméniennes médiévales, est conçue sur un plan allongé. Construite en briques, elle est composée d'une nef unique, de baies en plein-ceintre, d'un porche et d'une tour-clocher polygonale latérale gauche,. De la terre d'Arménie a été placée sous l'autel.